# Guinejská kuchyně

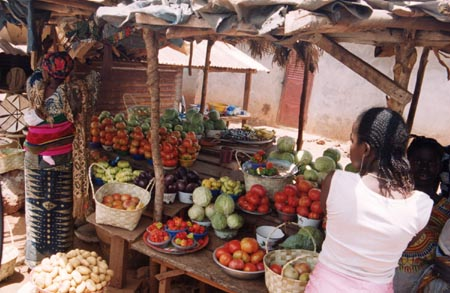
Stánek s ovocem v guinejské prefektuře Dinguiraye

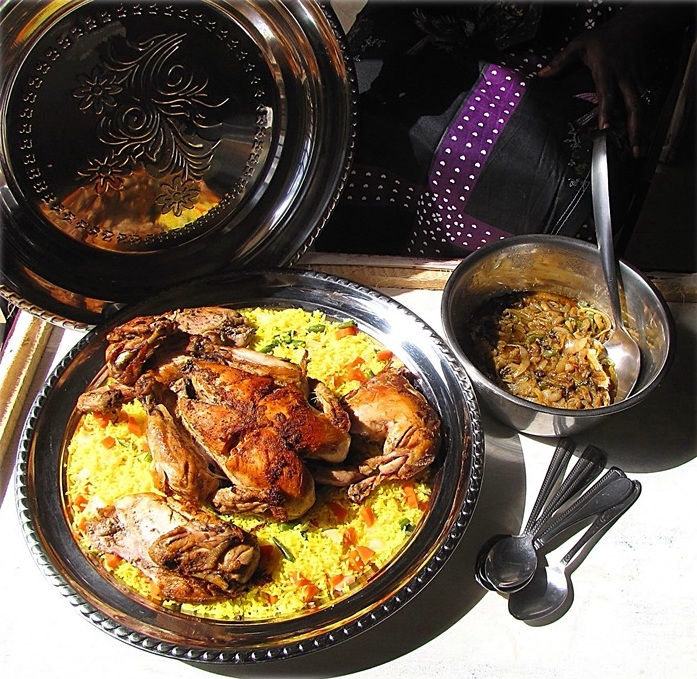
Yassa s cibulovou omáčkou

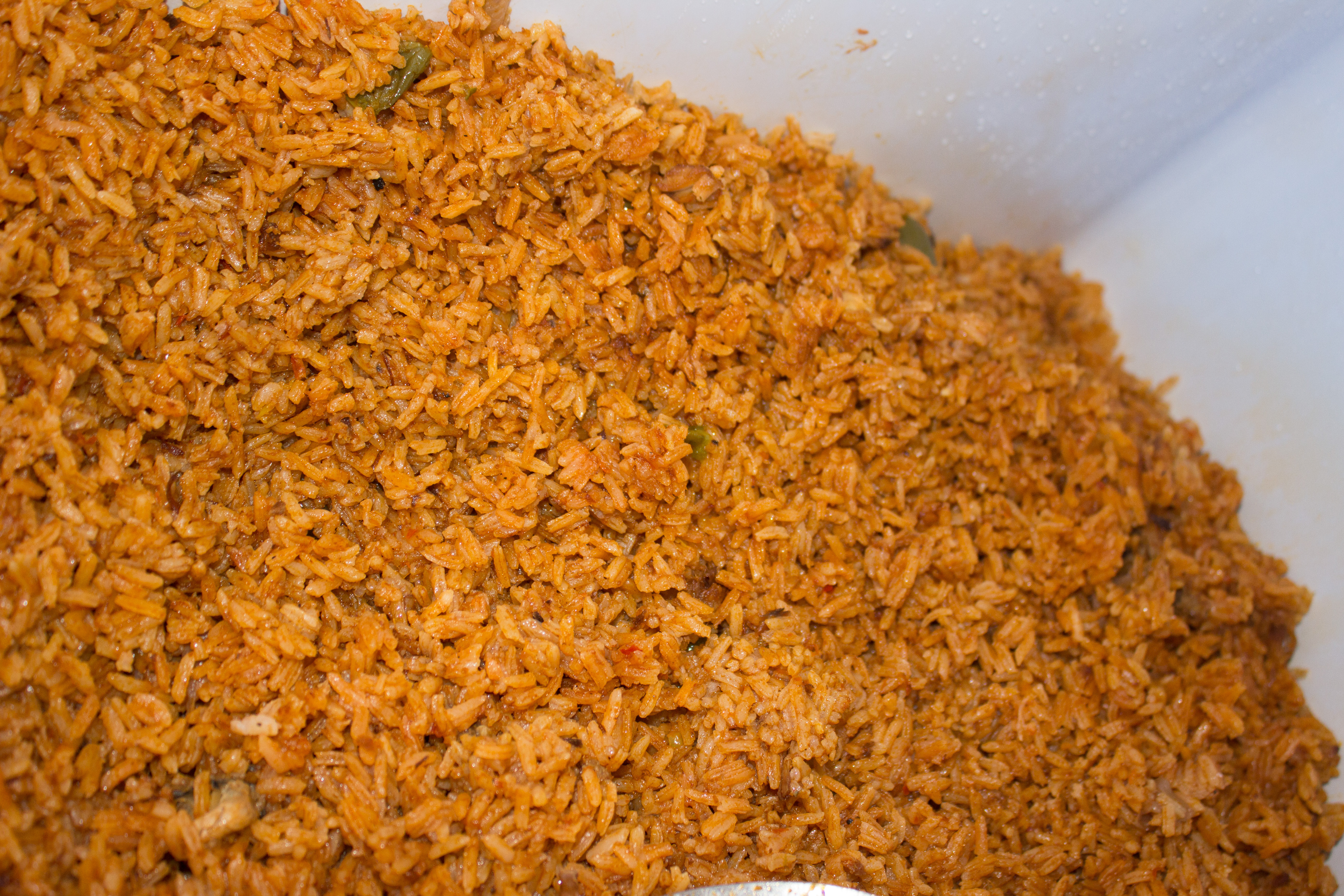
Jollof rice

Základním surovinami guinejské kuchyně jsou: rýže, batáty (sladké brambory) nebo plantainy.

## Příklady guinejských pokrmů
- Yassa, národní jídlo Guineje. Jedná se o pikantní pokrm z marinovaného kuřecího nebo rybího masa.[1]
- Fou fou, guinejský název pro fufu, nevýraznou placku používanou jako přílohu[2]
- Jollof rice, rýžová směs podobná španělské paelle[2]
- Maafe, arašídová omáčka
- Tapalapa, pečivo podobné bagetě
- Vařené mango
- Smažené plantainy[2]
- Smažené batáty, oblíbený pouliční jídlo[2]
- Konkoé, uzené ryby[2]
- Dýňový koláč[3]
- Z nápojů je populární zázvorový džus, jus de bissap (ibiškový nápoj podobný karkade) a v nemuslimských oblastech též palmové víno[2]